# GET LOVE
「GET LOVE」（げっとらぶ）は、Melodyの6枚目のシングル。1995年12月16日にポニーキャニオンより発売された。

## 解説
- メインヴォーカルは望月。
- 田中が一番好きなMelodyのPVに「GET LOVE」を挙げている。
- ジャケット写真では、黒を基調にしたシンプルな衣装を着ているが、それはメンバー自身が撮影時にトレーナーを加工したものである。
- カップリング「You are only my love」は、クリスマスソング。

## 収録曲
1. GET LOVE
  - 作詞: 黒部真弓、作曲: 増本直樹、編曲: 鈴木雅也
2. You are only my love
  - 作詞: 大森祥子、作曲: M Rie、編曲: 鈴木雅也
3. GET LOVE（オリジナルカラオケ）

## 参加ミュージシャン
- HISASHI - E.Guitars
- 鈴木雅也 - Ohter Instruments
- 平賀和人 - Chorus Arrangement
- 田中有紀美・望月まゆ・若杉南・HIKARUKO - Chorus Performed

## 収録アルバム
1. GET LOVE
  - LOVE THANKS! - シングルversion、ライヴversion
  - fine〜フィーネ〜 - シングルversion
  - Melody BEST - シングルversion
2. You are only my love
  - fine〜フィーネ〜 - シングルversion
  - Melody BEST - シングルversion